# Gigantura chuni
Gigantura chuni is een straalvinnige vissensoort uit de familie van telescoopvissen (Giganturidae). De wetenschappelijke naam van de soort is voor het eerst geldig gepubliceerd in 1901 door Brauer.